# ミッキーの"あらいぐまを探せ"
『ミッキーの"あらいぐまを探せ"』（ミッキーのあらいぐまをさがせ、原題：R'coon Dawg）は1951年制作のアニメーション短編映画。ミッキーマウスの短編映画シリーズの一作品である。

## 公開データ
| 公開日 上映時間 | 1951年（昭和26年） | 8月10日      | アメリカ合衆国 | 7分 |
| サイズ          | カラー             | スタンダード |                |     |

## 声の出演
| キャラクター   | 原語版               | ポニー・バンダイ吹き替え版 | ブエナ・ビスタ吹き替え版 |
| -------------- | -------------------- | -------------------------- | ------------------------ |
| ミッキーマウス | ジム・マクドナルド   | 後藤真寿美                 | 青柳隆志                 |
| プルート       | ピント・コルヴィッグ |                            |                          |

## スタッフ
| 製作           | ウォルト・ディズニー、ロイ・O・ディズニー                                    |
| 脚本           | ラルフ・ライト、アル・ベルティーノ                                           |
| 音楽           | ポール・J・スミス                                                            |
| 作画監督       | ノーム・ファーガソン                                                         |
| レイアウト     | ランス・ノリー                                                               |
| 原画           | フレッド・ムーア、マーヴィン・ウッドワード、チャールズ・オーガスト・ニコルズ |
| エフェクト原画 | ジャック・ボイド                                                             |
| 背景           | アート・ライリー                                                             |
| 監督           | チャールズ・オーガスト・ニコルズ                                             |
| 制作           | ウォルト・ディズニー・プロダクション                                         |

## 映像ソフト化
- 『夢と魔法の宝石箱 ミッキーが好き』（VHS、DHVジャパン）
- 『ミッキーマウス／カラー・エピソード Vol.2 限定保存版』（DVD、ブエナ・ビスタ・ホーム・エンターテイメント）